# Gran Premi Ciclista de Quebec 2024
El Gran Premi Ciclista de Quebec 2024 fou la 13a edició del Gran Premi Ciclista de Quebec, una cursa d'un dia. Amb inici i final a la ciutat canadenca de Quebec, la cursa tingué lloc el 13 de setembre i es recorregueren 201,6 quilòmetres. Fou el 32è esdeveniment de l'UCI World Tour 2024.
L'australià Michael Matthews (Team Jayco AlUla) s'emportà el triomf de la prova i pujà per tercera vegada, després de guanyar el 2018 i el 2019 a l'esglaó més alt del podi. L'eritreu Biniam Girmay (Intermarché-Wanty) i el francès Rudy Molard (Groupama-FDJ) completaren el podi.

## Equips
Un total de 24 equips participaren a la prova. Hi hagué els 18 equips del WorldTour, 5 UCI ProTeams i també l'equip nacional de ciclisme del Canadà.
| WorldTeams (18)- Alpecin-Deceuninck - Arkéa-B&B Hotels - Astana Qazaqstan Team - Bahrain Victorious - Red Bull-Bora-Hansgrohe - Cofidis - Decathlon-AG2R La Mondiale - EF Education-EasyPost - Groupama-FDJ - Ineos Grenadiers - Intermarché-Wanty - Lidl-Trek - Movistar Team - Team dsm-firmenich PostNL - Soudal Quick-Step - Team Jayco AlUla - Team Visma \| Lease a Bike - UAE Team Emirates ProTeams (5)- Lotto Dstny - Israel-Premier Tech - Uno-X Mobility - Tudor Pro Cycling Team - Team Novo Nordisk Equip nacional- Canadà |
| |

## Classificació final
| \| Classificació general \| Classificació general \| Classificació general \| Classificació general \| Classificació general \| \| Corredor \| Corredor \| Equip \| Temps \| \| \| --------------------- \| ----------------------------- \| -------------------------- \| --------------------- \| --------------------- \| \| 1r \| Michael Matthews \| Team Jayco AlUla \| 4h 45' 36" \| \| \| 2n \| Biniam Girmay \| Intermarché-Wanty \| + 0" \| \| \| 3r \| Rudy Molard \| Groupama-FDJ \| + 0" \| \| \| 4t \| Tiesj Benoot \| Team Visma \\| Lease a Bike \| + 0" \| \| \| 5è \| Per Strand Hagenes \| Team Visma \\| Lease a Bike \| + 0" \| \| \| 6è \| Bauke Mollema \| Lidl-Trek \| + 0" \| \| \| 7è \| Tadej Pogačar \| UAE Team Emirates \| + 0" \| \| \| 8è \| Neilson Powless \| EF Education-EasyPost \| + 0" \| \| \| 9è \| Peio Bilbao López de Armentia \| Bahrain Victorious \| + 0" \| \| \| 10è \| Edoardo Zambanini \| Bahrain Victorious \| + 0" \| \| |                               |                            |            |
| |                               |                            |            |
| Font: ProCyclingStats |                               |                            |            |
| Classificació general |                               |                            |            |
| Corredor | Corredor                      | Equip                      | Temps      |
| 1r | Michael Matthews              | Team Jayco AlUla           | 4h 45' 36" |
| 2n | Biniam Girmay                 | Intermarché-Wanty          | + 0"       |
| 3r | Rudy Molard                   | Groupama-FDJ               | + 0"       |
| 4t | Tiesj Benoot                  | Team Visma \| Lease a Bike | + 0"       |
| 5è | Per Strand Hagenes            | Team Visma \| Lease a Bike | + 0"       |
| 6è | Bauke Mollema                 | Lidl-Trek                  | + 0"       |
| 7è | Tadej Pogačar                 | UAE Team Emirates          | + 0"       |
| 8è | Neilson Powless               | EF Education-EasyPost      | + 0"       |
| 9è | Peio Bilbao López de Armentia | Bahrain Victorious         | + 0"       |
| 10è | Edoardo Zambanini             | Bahrain Victorious         | + 0"       |

## Participants
| Lotto Dstny LTD | Lotto Dstny LTD          | Lotto Dstny LTD |
| --------------- | ------------------------ | --------------- |
| Núm             | Ciclista                 | Pos             |
| 1               | Arnaud De Lie (BEL)      | 13è             |
| 2               | Logan Currie (NZL)       | DNF             |
| 3               | Jenno Berckmoes (BEL)    | 51è             |
| 4               | Maxim Van Gils (BEL)     | 53è             |
| 5               | Sébastien Grignard (BEL) | 125è            |
| 6               | Brent Van Moer (BEL)     | 102è            |
| 7               | Florian Vermeersch (BEL) | 101è            |

| UAE Team Emirates UAD | UAE Team Emirates UAD     | UAE Team Emirates UAD |
| --------------------- | ------------------------- | --------------------- |
| Núm                   | Ciclista                  | Pos                   |
| 11                    | Tadej Pogačar (SLO)       | 7è                    |
| 12                    | Igor Arrieta (ESP)        | DNF                   |
| 13                    | Juan Ayuso Pesquera (ESP) | 89è                   |
| 14                    | Finn Fisher-Black (NZL)   | DNF                   |
| 15                    | Rafał Majka (POL)         | 123è                  |
| 16                    | Domen Novak (SLO)         | DNF                   |
| 17                    | Tim Wellens (BEL)         | 88è                   |

| Team Visma \| Lease a Bike TVL | Team Visma \| Lease a Bike TVL | Team Visma \| Lease a Bike TVL |
| ------------------------------ | ------------------------------ | ------------------------------ |
| Núm                            | Ciclista                       | Pos                            |
| 21                             | Matteo Jorgenson (USA)         | 35è                            |
| 22                             | Tiesj Benoot (BEL)             | 4t                             |
| 23                             | Wilco Kelderman (NED)          | 21è                            |
| 24                             | Bart Lemmen (NED)              | 71è                            |
| 25                             | Per Strand Hagenes (NOR)       | 5è                             |
| 26                             | Jan Tratnik (SLO)              | 72è                            |
| 27                             | Milan Vader (NED)              | 68è                            |

| Ineos Grenadiers IGD | Ineos Grenadiers IGD   | Ineos Grenadiers IGD |
| -------------------- | ---------------------- | -------------------- |
| Núm                  | Ciclista               | Pos                  |
| 31                   | Laurens De Plus (BEL)  | 86è                  |
| 32                   | Andrew August (USA)    | 82è                  |
| 33                   | Connor Swift (GBR)     | DNF                  |
| 34                   | Ben Swift (GBR)        | 69è                  |
| 35                   | Michael Leonard (CAN)  | 117è                 |
| 36                   | Artem Shmidt (USA)     | 95è                  |
| 37                   | Magnus Sheffield (USA) | 50è                  |

| Soudal Quick-Step SOQ | Soudal Quick-Step SOQ    | Soudal Quick-Step SOQ |
| --------------------- | ------------------------ | --------------------- |
| Núm                   | Ciclista                 | Pos                   |
| 41                    | Julian Alaphilippe (FRA) | 81è                   |
| 42                    | Gil Gelders (BEL)        | 78è                   |
| 43                    | Antoine Huby (FRA)       | 106è                  |
| 44                    | Luke Lamperti (USA)      | 11è                   |
| 45                    | Fausto Masnada (ITA)     | 77è                   |
| 46                    | Pieter Serry (BEL)       | DNF                   |
| 47                    | Ilan Van Wilder (BEL)    | 34è                   |

| Lidl-Trek LTK | Lidl-Trek LTK        | Lidl-Trek LTK |
| ------------- | -------------------- | ------------- |
| Núm           | Ciclista             | Pos           |
| 51            | Toms Skujiņš (LAT)   | 22è           |
| 52            | Andrea Bagioli (ITA) | 25è           |
| 53            | Julien Bernard (FRA) | 79è           |
| 54            | Patrick Konrad (AUT) | 100è          |
| 55            | Dario Cataldo (ITA)  | DNF           |
| 56            | Bauke Mollema (NED)  | 6è            |
| 57            | Quinn Simmons (USA)  | 24è           |

| Decathlon-AG2R La Mondiale DAT | Decathlon-AG2R La Mondiale DAT | Decathlon-AG2R La Mondiale DAT |
| ------------------------------ | ------------------------------ | ------------------------------ |
| Núm                            | Ciclista                       | Pos                            |
| 61                             | Paul Lapeira (FRA)             | 49è                            |
| 62                             | Alex Baudin (FRA)              | 14è                            |
| 63                             | Stan Dewulf (BEL)              | 55è                            |
| 64                             | Dorian Godon (FRA)             | 56è                            |
| 65                             | Dries De Bondt (BEL)           | 93è                            |
| 66                             | Aurélien Paret-Peintre (FRA)   | 46è                            |
| 67                             | Lawrence Warbasse (USA)        | 47è                            |

| Red Bull-Bora-Hansgrohe RBH | Red Bull-Bora-Hansgrohe RBH | Red Bull-Bora-Hansgrohe RBH |
| --------------------------- | --------------------------- | --------------------------- |
| Núm                         | Ciclista                    | Pos                         |
| 71                          | Jai Hindley (AUS)           | 42è                         |
| 72                          | Sergio Higuita García (COL) | 28è                         |
| 73                          | Bob Jungels (LUX)           | 43è                         |
| 74                          | Jonas Koch (GER)            | 48è                         |
| 75                          | Maximilian Schachmann (GER) | 27è                         |
| 76                          | Matteo Sobrero (ITA)        | 87è                         |
| 77                          | Frederik Wandahl (DEN)      | 16è                         |

| Alpecin-Deceuninck ADC | Alpecin-Deceuninck ADC      | Alpecin-Deceuninck ADC |
| ---------------------- | --------------------------- | ---------------------- |
| Núm                    | Ciclista                    | Pos                    |
| 81                     | Axel Laurance (FRA)         | DNF                    |
| 82                     | Tobias Bayer (AUT)          | 75è                    |
| 83                     | Michael Gogl (AUT)          | 113è                   |
| 84                     | Henri Uhlig (GER)           | 112è                   |
| 85                     | Fabio Van den Bossche (BEL) | 120è                   |
| 86                     | Stan Van Tricht (BEL)       | 91è                    |
| 87                     | Gianni Vermeersch (BEL)     | 12è                    |

| Groupama-FDJ GFC | Groupama-FDJ GFC       | Groupama-FDJ GFC |
| ---------------- | ---------------------- | ---------------- |
| Núm              | Ciclista               | Pos              |
| 91               | Valentin Madouas (FRA) | 36è              |
| 92               | Olivier Le Gac (FRA)   | 85è              |
| 93               | Romain Grégoire (FRA)  | 19è              |
| 94               | Thibaud Gruel (FRA)    | 74è              |
| 95               | Rudy Molard (FRA)      | 3r               |
| 96               | Enzo Paleni (FRA)      | DNF              |
| 97               | Clément Russo (FRA)    | 116è             |

| EF Education-EasyPost EFE | EF Education-EasyPost EFE      | EF Education-EasyPost EFE |
| ------------------------- | ------------------------------ | ------------------------- |
| Núm                       | Ciclista                       | Pos                       |
| 101                       | Ben Healy (IRL)                | DNF                       |
| 102                       | Mikkel Frølich Honoré (DEN)    | 29è                       |
| 103                       | Lukas Nerurkar (GBR)           | 38è                       |
| 104                       | Neilson Powless (USA)          | 8è                        |
| 105                       | Sean Quinn (USA)               | 61è                       |
| 106                       | Stefan de Bod (RSA)            | 108è                      |
| 107                       | Michael Valgren Andersen (DEN) | 111è                      |

| Bahrain Victorious TBV | Bahrain Victorious TBV              | Bahrain Victorious TBV |
| ---------------------- | ----------------------------------- | ---------------------- |
| Núm                    | Ciclista                            | Pos                    |
| 111                    | Matej Mohorič (SLO)                 | 30è                    |
| 112                    | Nikias Arndt (GER)                  | DNF                    |
| 113                    | Peio Bilbao López de Armentia (ESP) | 9è                     |
| 114                    | Santiago Buitrago Sánchez (COL)     | 83è                    |
| 115                    | Nicolò Buratti (ITA)                | 92è                    |
| 116                    | Matevž Govekar (SLO)                | DNF                    |
| 117                    | Edoardo Zambanini (ITA)             | 10è                    |

| Movistar Team MOV | Movistar Team MOV               | Movistar Team MOV |
| ----------------- | ------------------------------- | ----------------- |
| Núm               | Ciclista                        | Pos               |
| 121               | Alexander Aranburu Deba (ESP)   | 37è               |
| 122               | Jon Barrenetxea (ESP)           | 23è               |
| 123               | Iván García Cortina (ESP)       | 32è               |
| 124               | Ruben Guerreiro (POR)           | 15è               |
| 125               | Johan Jacobs (SUI)              | 103è              |
| 126               | Sergio Samitier (ESP)           | 58è               |
| 127               | Gonzalo Serrano Rodríguez (ESP) | 59è               |

| Team Jayco AlUla JAY | Team Jayco AlUla JAY   | Team Jayco AlUla JAY |
| -------------------- | ---------------------- | -------------------- |
| Núm                  | Ciclista               | Pos                  |
| 131                  | Michael Matthews (AUS) | 1r                   |
| 132                  | Lawson Craddock (USA)  | DNF                  |
| 133                  | Luke Durbridge (AUS)   | DNF                  |
| 134                  | Lucas Hamilton (AUS)   | 114è                 |
| 135                  | Michael Hepburn (AUS)  | DNF                  |
| 136                  | Jan Maas (NED)         | DNF                  |
| 137                  | Simon Yates (GBR)      | 54è                  |

| Arkéa-B&B Hotels ARK | Arkéa-B&B Hotels ARK    | Arkéa-B&B Hotels ARK |
| -------------------- | ----------------------- | -------------------- |
| Núm                  | Ciclista                | Pos                  |
| 141                  | Michel Ries (LUX)       | DNF                  |
| 142                  | Ewen Costiou (FRA)      | 84è                  |
| 143                  | Anthony Delaplace (FRA) | 109è                 |
| 144                  | Élie Gesbert (FRA)      | 115è                 |
| 145                  | Matis Louvel (FRA)      | 18è                  |
| 146                  | Clément Venturini (FRA) | 26è                  |
| 147                  | Pierre Thierry (FRA)    | 118è                 |

| Team dsm-firmenich PostNL DFP | Team dsm-firmenich PostNL DFP | Team dsm-firmenich PostNL DFP |
| ----------------------------- | ----------------------------- | ----------------------------- |
| Núm                           | Ciclista                      | Pos                           |
| 151                           | Romain Bardet (FRA)           | 90è                           |
| 152                           | Warren Barguil (FRA)          | 80è                           |
| 153                           | Romain Combaud (FRA)          | 129è                          |
| 154                           | Sean Flynn (GBR)              | 33è                           |
| 155                           | Martijn Tusveld (NED)         | DNF                           |
| 156                           | Frank van den Broek (NED)     | 119è                          |
| 157                           | Kevin Vermaerke (USA)         | 39è                           |

| Intermarché-Wanty IWA | Intermarché-Wanty IWA                | Intermarché-Wanty IWA |
| --------------------- | ------------------------------------ | --------------------- |
| Núm                   | Ciclista                             | Pos                   |
| 161                   | Biniam Girmay (ERI)                  | 2n                    |
| 162                   | Francesco Busatto (ITA)              | 41è                   |
| 163                   | Alexy Faure Prost (FRA)              | DNF                   |
| 164                   | Lorenzo Rota (ITA)                   | 17è                   |
| 165                   | Dion Smith (NZL)                     | 94è                   |
| 166                   | Roel Daan van Sintmaartensdijk (NED) | DNF                   |
| 167                   | Georg Zimmermann (GER)               | 60è                   |

| Cofidis COF | Cofidis COF                   | Cofidis COF |
| ----------- | ----------------------------- | ----------- |
| Núm         | Ciclista                      | Pos         |
| 171         | Bryan Coquard (FRA)           | DNF         |
| 172         | Ion Izagirre Insausti (ESP)   | 44è         |
| 173         | Gorka Izagirre Insausti (ESP) | DNF         |
| 174         | Nolann Mahoudo (FRA)          | 64è         |
| 175         | Anthony Perez (FRA)           | 70è         |
| 176         | Harrison Wood (GBR)           | 62è         |
| 177         | Axel Zingle (FRA)             | 105è        |

| Astana Qazaqstan Team AST | Astana Qazaqstan Team AST | Astana Qazaqstan Team AST |
| ------------------------- | ------------------------- | ------------------------- |
| Núm                       | Ciclista                  | Pos                       |
| 181                       | Alberto Bettiol (ITA)     | 20è                       |
| 182                       | Dmitri Grúzdev (KAZ)      | DNF                       |
| 183                       | Max Kanter (GER)          | 124è                      |
| 184                       | Michael Mørkøv (DEN)      | 121è                      |
| 185                       | Cees Bol (NED)            | DNF                       |
| 186                       | Rüdiger Selig (GER)       | DNF                       |
| 187                       | Simone Velasco (ITA)      | 66è                       |

| Israel-Premier Tech IPT | Israel-Premier Tech IPT | Israel-Premier Tech IPT |
| ----------------------- | ----------------------- | ----------------------- |
| Núm                     | Ciclista                | Pos                     |
| 191                     | Derek Gee (CAN)         | 110è                    |
| 192                     | Guillaume Boivin (CAN)  | 31è                     |
| 193                     | Jakob Fuglsang (DEN)    | 65è                     |
| 194                     | Hugo Houle (CAN)        | 67è                     |
| 195                     | Krists Neilands (LAT)   | 40è                     |
| 196                     | Corbin Strong (NZL)     | DNF                     |
| 197                     | Stephen Williams (GBR)  | 73è                     |

| Uno-X Mobility UXM | Uno-X Mobility UXM               | Uno-X Mobility UXM |
| ------------------ | -------------------------------- | ------------------ |
| Núm                | Ciclista                         | Pos                |
| 201                | Tobias Halland Johannessen (NOR) | 52è                |
| 202                | Fredrik Dversnes (NOR)           | 97è                |
| 203                | Ådne Holter (NOR)                | 122è               |
| 204                | Jonas Iversby Hvideberg (NOR)    | 99è                |
| 205                | Anders Halland Johannessen (NOR) | 128è               |
| 206                | Anders Skaarseth (NOR)           | 63è                |
| 207                | Markus Hoelgaard (NOR)           | 45è                |

| Tudor Pro Cycling Team TUD | Tudor Pro Cycling Team TUD | Tudor Pro Cycling Team TUD |
| -------------------------- | -------------------------- | -------------------------- |
| Núm                        | Ciclista                   | Pos                        |
| 211                        | Marius Mayrhofer (GER)     | 107è                       |
| 212                        | Lucas Eriksson (SWE)       | 127è                       |
| 213                        | Alexander Kamp (DEN)       | 57è                        |
| 214                        | Florian Stork (GER)        | 96è                        |
| 215                        | Yannis Voisard (SUI)       | DNF                        |
| 216                        | Hannes Wilksch (GER)       | 130è                       |
| 217                        | Luc Wirtgen (LUX)          | 126è                       |

| Team Novo Nordisk TNN | Team Novo Nordisk TNN         | Team Novo Nordisk TNN |
| --------------------- | ----------------------------- | --------------------- |
| Núm                   | Ciclista                      | Pos                   |
| 221                   | Antonio Polga (ITA)           | DNF                   |
| 222                   | Sam Brand (GBR)               | 131è                  |
| 223                   | David Lozano Riba (ESP)       | 98è                   |
| 224                   | Andrea Peron (ITA)            | DNF                   |
| 225                   | Alessandro Perracchione (ITA) | 104è                  |
| 226                   | Filippo Ridolfo (ITA)         | DNF                   |
| 227                   | Logan Phippen (USA)           | DNF                   |

| Canadà CAN | Canadà CAN       | Canadà CAN |
| ---------- | ---------------- | ---------- |
| Núm        | Ciclista         | Pos        |
| 231        | Quentin Cowan    | 76è        |
| 232        | Félix Bouchard   | DNF        |
| 233        | Jérôme Gauthier  | DNF        |
| 234        | Félix Hamel      | DNF        |
| 235        | Leonard Peloquin | DNF        |
| 236        | James Piccoli    | DNF        |
| 237        | Jonas Walton     | DNF        |

| Lotto Dstny LTD | Lotto Dstny LTD          | Lotto Dstny LTD |
| --------------- | ------------------------ | --------------- |
| Núm             | Ciclista                 | Pos             |
| 1               | Arnaud De Lie (BEL)      | 13è             |
| 2               | Logan Currie (NZL)       | DNF             |
| 3               | Jenno Berckmoes (BEL)    | 51è             |
| 4               | Maxim Van Gils (BEL)     | 53è             |
| 5               | Sébastien Grignard (BEL) | 125è            |
| 6               | Brent Van Moer (BEL)     | 102è            |
| 7               | Florian Vermeersch (BEL) | 101è            |

| UAE Team Emirates UAD | UAE Team Emirates UAD     | UAE Team Emirates UAD |
| --------------------- | ------------------------- | --------------------- |
| Núm                   | Ciclista                  | Pos                   |
| 11                    | Tadej Pogačar (SLO)       | 7è                    |
| 12                    | Igor Arrieta (ESP)        | DNF                   |
| 13                    | Juan Ayuso Pesquera (ESP) | 89è                   |
| 14                    | Finn Fisher-Black (NZL)   | DNF                   |
| 15                    | Rafał Majka (POL)         | 123è                  |
| 16                    | Domen Novak (SLO)         | DNF                   |
| 17                    | Tim Wellens (BEL)         | 88è                   |

| Team Visma \| Lease a Bike TVL | Team Visma \| Lease a Bike TVL | Team Visma \| Lease a Bike TVL |
| ------------------------------ | ------------------------------ | ------------------------------ |
| Núm                            | Ciclista                       | Pos                            |
| 21                             | Matteo Jorgenson (USA)         | 35è                            |
| 22                             | Tiesj Benoot (BEL)             | 4t                             |
| 23                             | Wilco Kelderman (NED)          | 21è                            |
| 24                             | Bart Lemmen (NED)              | 71è                            |
| 25                             | Per Strand Hagenes (NOR)       | 5è                             |
| 26                             | Jan Tratnik (SLO)              | 72è                            |
| 27                             | Milan Vader (NED)              | 68è                            |

| Ineos Grenadiers IGD | Ineos Grenadiers IGD   | Ineos Grenadiers IGD |
| -------------------- | ---------------------- | -------------------- |
| Núm                  | Ciclista               | Pos                  |
| 31                   | Laurens De Plus (BEL)  | 86è                  |
| 32                   | Andrew August (USA)    | 82è                  |
| 33                   | Connor Swift (GBR)     | DNF                  |
| 34                   | Ben Swift (GBR)        | 69è                  |
| 35                   | Michael Leonard (CAN)  | 117è                 |
| 36                   | Artem Shmidt (USA)     | 95è                  |
| 37                   | Magnus Sheffield (USA) | 50è                  |

| Soudal Quick-Step SOQ | Soudal Quick-Step SOQ    | Soudal Quick-Step SOQ |
| --------------------- | ------------------------ | --------------------- |
| Núm                   | Ciclista                 | Pos                   |
| 41                    | Julian Alaphilippe (FRA) | 81è                   |
| 42                    | Gil Gelders (BEL)        | 78è                   |
| 43                    | Antoine Huby (FRA)       | 106è                  |
| 44                    | Luke Lamperti (USA)      | 11è                   |
| 45                    | Fausto Masnada (ITA)     | 77è                   |
| 46                    | Pieter Serry (BEL)       | DNF                   |
| 47                    | Ilan Van Wilder (BEL)    | 34è                   |

| Lidl-Trek LTK | Lidl-Trek LTK        | Lidl-Trek LTK |
| ------------- | -------------------- | ------------- |
| Núm           | Ciclista             | Pos           |
| 51            | Toms Skujiņš (LAT)   | 22è           |
| 52            | Andrea Bagioli (ITA) | 25è           |
| 53            | Julien Bernard (FRA) | 79è           |
| 54            | Patrick Konrad (AUT) | 100è          |
| 55            | Dario Cataldo (ITA)  | DNF           |
| 56            | Bauke Mollema (NED)  | 6è            |
| 57            | Quinn Simmons (USA)  | 24è           |

| Decathlon-AG2R La Mondiale DAT | Decathlon-AG2R La Mondiale DAT | Decathlon-AG2R La Mondiale DAT |
| ------------------------------ | ------------------------------ | ------------------------------ |
| Núm                            | Ciclista                       | Pos                            |
| 61                             | Paul Lapeira (FRA)             | 49è                            |
| 62                             | Alex Baudin (FRA)              | 14è                            |
| 63                             | Stan Dewulf (BEL)              | 55è                            |
| 64                             | Dorian Godon (FRA)             | 56è                            |
| 65                             | Dries De Bondt (BEL)           | 93è                            |
| 66                             | Aurélien Paret-Peintre (FRA)   | 46è                            |
| 67                             | Lawrence Warbasse (USA)        | 47è                            |

| Red Bull-Bora-Hansgrohe RBH | Red Bull-Bora-Hansgrohe RBH | Red Bull-Bora-Hansgrohe RBH |
| --------------------------- | --------------------------- | --------------------------- |
| Núm                         | Ciclista                    | Pos                         |
| 71                          | Jai Hindley (AUS)           | 42è                         |
| 72                          | Sergio Higuita García (COL) | 28è                         |
| 73                          | Bob Jungels (LUX)           | 43è                         |
| 74                          | Jonas Koch (GER)            | 48è                         |
| 75                          | Maximilian Schachmann (GER) | 27è                         |
| 76                          | Matteo Sobrero (ITA)        | 87è                         |
| 77                          | Frederik Wandahl (DEN)      | 16è                         |

| Alpecin-Deceuninck ADC | Alpecin-Deceuninck ADC      | Alpecin-Deceuninck ADC |
| ---------------------- | --------------------------- | ---------------------- |
| Núm                    | Ciclista                    | Pos                    |
| 81                     | Axel Laurance (FRA)         | DNF                    |
| 82                     | Tobias Bayer (AUT)          | 75è                    |
| 83                     | Michael Gogl (AUT)          | 113è                   |
| 84                     | Henri Uhlig (GER)           | 112è                   |
| 85                     | Fabio Van den Bossche (BEL) | 120è                   |
| 86                     | Stan Van Tricht (BEL)       | 91è                    |
| 87                     | Gianni Vermeersch (BEL)     | 12è                    |

| Groupama-FDJ GFC | Groupama-FDJ GFC       | Groupama-FDJ GFC |
| ---------------- | ---------------------- | ---------------- |
| Núm              | Ciclista               | Pos              |
| 91               | Valentin Madouas (FRA) | 36è              |
| 92               | Olivier Le Gac (FRA)   | 85è              |
| 93               | Romain Grégoire (FRA)  | 19è              |
| 94               | Thibaud Gruel (FRA)    | 74è              |
| 95               | Rudy Molard (FRA)      | 3r               |
| 96               | Enzo Paleni (FRA)      | DNF              |
| 97               | Clément Russo (FRA)    | 116è             |

| EF Education-EasyPost EFE | EF Education-EasyPost EFE      | EF Education-EasyPost EFE |
| ------------------------- | ------------------------------ | ------------------------- |
| Núm                       | Ciclista                       | Pos                       |
| 101                       | Ben Healy (IRL)                | DNF                       |
| 102                       | Mikkel Frølich Honoré (DEN)    | 29è                       |
| 103                       | Lukas Nerurkar (GBR)           | 38è                       |
| 104                       | Neilson Powless (USA)          | 8è                        |
| 105                       | Sean Quinn (USA)               | 61è                       |
| 106                       | Stefan de Bod (RSA)            | 108è                      |
| 107                       | Michael Valgren Andersen (DEN) | 111è                      |

| Bahrain Victorious TBV | Bahrain Victorious TBV              | Bahrain Victorious TBV |
| ---------------------- | ----------------------------------- | ---------------------- |
| Núm                    | Ciclista                            | Pos                    |
| 111                    | Matej Mohorič (SLO)                 | 30è                    |
| 112                    | Nikias Arndt (GER)                  | DNF                    |
| 113                    | Peio Bilbao López de Armentia (ESP) | 9è                     |
| 114                    | Santiago Buitrago Sánchez (COL)     | 83è                    |
| 115                    | Nicolò Buratti (ITA)                | 92è                    |
| 116                    | Matevž Govekar (SLO)                | DNF                    |
| 117                    | Edoardo Zambanini (ITA)             | 10è                    |

| Movistar Team MOV | Movistar Team MOV               | Movistar Team MOV |
| ----------------- | ------------------------------- | ----------------- |
| Núm               | Ciclista                        | Pos               |
| 121               | Alexander Aranburu Deba (ESP)   | 37è               |
| 122               | Jon Barrenetxea (ESP)           | 23è               |
| 123               | Iván García Cortina (ESP)       | 32è               |
| 124               | Ruben Guerreiro (POR)           | 15è               |
| 125               | Johan Jacobs (SUI)              | 103è              |
| 126               | Sergio Samitier (ESP)           | 58è               |
| 127               | Gonzalo Serrano Rodríguez (ESP) | 59è               |

| Team Jayco AlUla JAY | Team Jayco AlUla JAY   | Team Jayco AlUla JAY |
| -------------------- | ---------------------- | -------------------- |
| Núm                  | Ciclista               | Pos                  |
| 131                  | Michael Matthews (AUS) | 1r                   |
| 132                  | Lawson Craddock (USA)  | DNF                  |
| 133                  | Luke Durbridge (AUS)   | DNF                  |
| 134                  | Lucas Hamilton (AUS)   | 114è                 |
| 135                  | Michael Hepburn (AUS)  | DNF                  |
| 136                  | Jan Maas (NED)         | DNF                  |
| 137                  | Simon Yates (GBR)      | 54è                  |

| Arkéa-B&B Hotels ARK | Arkéa-B&B Hotels ARK    | Arkéa-B&B Hotels ARK |
| -------------------- | ----------------------- | -------------------- |
| Núm                  | Ciclista                | Pos                  |
| 141                  | Michel Ries (LUX)       | DNF                  |
| 142                  | Ewen Costiou (FRA)      | 84è                  |
| 143                  | Anthony Delaplace (FRA) | 109è                 |
| 144                  | Élie Gesbert (FRA)      | 115è                 |
| 145                  | Matis Louvel (FRA)      | 18è                  |
| 146                  | Clément Venturini (FRA) | 26è                  |
| 147                  | Pierre Thierry (FRA)    | 118è                 |

| Team dsm-firmenich PostNL DFP | Team dsm-firmenich PostNL DFP | Team dsm-firmenich PostNL DFP |
| ----------------------------- | ----------------------------- | ----------------------------- |
| Núm                           | Ciclista                      | Pos                           |
| 151                           | Romain Bardet (FRA)           | 90è                           |
| 152                           | Warren Barguil (FRA)          | 80è                           |
| 153                           | Romain Combaud (FRA)          | 129è                          |
| 154                           | Sean Flynn (GBR)              | 33è                           |
| 155                           | Martijn Tusveld (NED)         | DNF                           |
| 156                           | Frank van den Broek (NED)     | 119è                          |
| 157                           | Kevin Vermaerke (USA)         | 39è                           |

| Intermarché-Wanty IWA | Intermarché-Wanty IWA                | Intermarché-Wanty IWA |
| --------------------- | ------------------------------------ | --------------------- |
| Núm                   | Ciclista                             | Pos                   |
| 161                   | Biniam Girmay (ERI)                  | 2n                    |
| 162                   | Francesco Busatto (ITA)              | 41è                   |
| 163                   | Alexy Faure Prost (FRA)              | DNF                   |
| 164                   | Lorenzo Rota (ITA)                   | 17è                   |
| 165                   | Dion Smith (NZL)                     | 94è                   |
| 166                   | Roel Daan van Sintmaartensdijk (NED) | DNF                   |
| 167                   | Georg Zimmermann (GER)               | 60è                   |

| Cofidis COF | Cofidis COF                   | Cofidis COF |
| ----------- | ----------------------------- | ----------- |
| Núm         | Ciclista                      | Pos         |
| 171         | Bryan Coquard (FRA)           | DNF         |
| 172         | Ion Izagirre Insausti (ESP)   | 44è         |
| 173         | Gorka Izagirre Insausti (ESP) | DNF         |
| 174         | Nolann Mahoudo (FRA)          | 64è         |
| 175         | Anthony Perez (FRA)           | 70è         |
| 176         | Harrison Wood (GBR)           | 62è         |
| 177         | Axel Zingle (FRA)             | 105è        |

| Astana Qazaqstan Team AST | Astana Qazaqstan Team AST | Astana Qazaqstan Team AST |
| ------------------------- | ------------------------- | ------------------------- |
| Núm                       | Ciclista                  | Pos                       |
| 181                       | Alberto Bettiol (ITA)     | 20è                       |
| 182                       | Dmitri Grúzdev (KAZ)      | DNF                       |
| 183                       | Max Kanter (GER)          | 124è                      |
| 184                       | Michael Mørkøv (DEN)      | 121è                      |
| 185                       | Cees Bol (NED)            | DNF                       |
| 186                       | Rüdiger Selig (GER)       | DNF                       |
| 187                       | Simone Velasco (ITA)      | 66è                       |

| Israel-Premier Tech IPT | Israel-Premier Tech IPT | Israel-Premier Tech IPT |
| ----------------------- | ----------------------- | ----------------------- |
| Núm                     | Ciclista                | Pos                     |
| 191                     | Derek Gee (CAN)         | 110è                    |
| 192                     | Guillaume Boivin (CAN)  | 31è                     |
| 193                     | Jakob Fuglsang (DEN)    | 65è                     |
| 194                     | Hugo Houle (CAN)        | 67è                     |
| 195                     | Krists Neilands (LAT)   | 40è                     |
| 196                     | Corbin Strong (NZL)     | DNF                     |
| 197                     | Stephen Williams (GBR)  | 73è                     |

| Uno-X Mobility UXM | Uno-X Mobility UXM               | Uno-X Mobility UXM |
| ------------------ | -------------------------------- | ------------------ |
| Núm                | Ciclista                         | Pos                |
| 201                | Tobias Halland Johannessen (NOR) | 52è                |
| 202                | Fredrik Dversnes (NOR)           | 97è                |
| 203                | Ådne Holter (NOR)                | 122è               |
| 204                | Jonas Iversby Hvideberg (NOR)    | 99è                |
| 205                | Anders Halland Johannessen (NOR) | 128è               |
| 206                | Anders Skaarseth (NOR)           | 63è                |
| 207                | Markus Hoelgaard (NOR)           | 45è                |

| Tudor Pro Cycling Team TUD | Tudor Pro Cycling Team TUD | Tudor Pro Cycling Team TUD |
| -------------------------- | -------------------------- | -------------------------- |
| Núm                        | Ciclista                   | Pos                        |
| 211                        | Marius Mayrhofer (GER)     | 107è                       |
| 212                        | Lucas Eriksson (SWE)       | 127è                       |
| 213                        | Alexander Kamp (DEN)       | 57è                        |
| 214                        | Florian Stork (GER)        | 96è                        |
| 215                        | Yannis Voisard (SUI)       | DNF                        |
| 216                        | Hannes Wilksch (GER)       | 130è                       |
| 217                        | Luc Wirtgen (LUX)          | 126è                       |

| Team Novo Nordisk TNN | Team Novo Nordisk TNN         | Team Novo Nordisk TNN |
| --------------------- | ----------------------------- | --------------------- |
| Núm                   | Ciclista                      | Pos                   |
| 221                   | Antonio Polga (ITA)           | DNF                   |
| 222                   | Sam Brand (GBR)               | 131è                  |
| 223                   | David Lozano Riba (ESP)       | 98è                   |
| 224                   | Andrea Peron (ITA)            | DNF                   |
| 225                   | Alessandro Perracchione (ITA) | 104è                  |
| 226                   | Filippo Ridolfo (ITA)         | DNF                   |
| 227                   | Logan Phippen (USA)           | DNF                   |

| Canadà CAN | Canadà CAN       | Canadà CAN |
| ---------- | ---------------- | ---------- |
| Núm        | Ciclista         | Pos        |
| 231        | Quentin Cowan    | 76è        |
| 232        | Félix Bouchard   | DNF        |
| 233        | Jérôme Gauthier  | DNF        |
| 234        | Félix Hamel      | DNF        |
| 235        | Leonard Peloquin | DNF        |
| 236        | James Piccoli    | DNF        |
| 237        | Jonas Walton     | DNF        |